# Godo (Pella)
Pour les articles homonymes, voir Godo.
Godo est une localité située dans le département de Pella de la province du Boulkiemdé dans la région Centre-Ouest au Burkina Faso.

## Santé et éducation
Le centre de soins le plus proche de Godo est le centre de santé et de promotion sociale (CSPS) de Pella tandis que le centre médical avec antenne chirurgicale (CMA) se trouve à Nanoro.
Le village possède une école primaire publique.